# Los paraísos perdidos
Los paraísos perdidos és una pel·lícula espanyola de 1985 dirigida i amb guió de Basilio Martín Patino Fou exhibida en la selecció oficial de la 42a Mostra Internacional de Cinema de Venècia.

## Sinopsi
La filla d'un intel·lectual republicà mort en l'exili torna a la seva casa, en un poble castellà, per a acomiadar-se de la seva mare moribunda i fer-se càrrec del vast llegat cultural del seu pare. El seu retorn comporta el retrobament amb els llocs i persones que van compondre el seu entorn en la seva joventut. Al mateix temps la protagonista tradueix l' Hyperion, de Friedrich Hölderlin, i aquesta tasca es converteix en un cabal privilegiat per a les seves reflexions sobre “els paradisos perduts”: el futur negat, l'exili, el desarrelament i la possibilitat de mantenir l'esperança
El crític de cinema Ángel Fernández-Santos va escriure: Aquesta pel·lícula, més que relat, és poema; més que narració d'un esdeveniment exterior, és document d'una pausa interior; més que un desenvolupament dramàtic, és una composició lírica.
La pel·lícula està rodada a les ciutats de Toro, Zamora, Àvila, Salamanca i Madrid.